# Завитая (приток Амура)
Завита́я — река в Амурской области России, левый приток Амура. Длина — 262 км, площадь водосборного бассейна — 2790 км².

## Общие сведения
Исток — в лесистой части Зейско-Буреинской равнины. Протекает по широкой долине. Течение медленное, русло извилистое. Верховья заболочены. Впадает в Поярковскую протоку Амура у села Поярково Михайловского района. В междуречье Завитой и Буреи — город Завитинск. Участок реки протяжённостью 30 км входит в гидрографическую сеть Завитинского заказника. В 1966 году школьники Михайловской средней школы обнаружили в 25 км от села Михайловка на реке Завитой Михайловское городище, эпонимное для мохэской михайловской культуры железного века Высота устья — 104 м над уровнем моря.

## Гидрология
Среднегодовой расход воды в районе села Михайловка составляет 11,6 м³/с.
| Средний расход воды (м³/с) реки Завитая по месяцам с 1936 по 1985 гг. (замеры производились на гидрологическом посту в районе села Михайловка) |

## Притоки
(указано расстояние от устья)
- 124 км: река Песчанка (лв)
- 145 км: река Светлая (пр)
- 182 км: река Камышинка (лв)
- 189 км: река Миркушенка (лв)
- 198 км: река Половинка (лв)
- 222 км: река Ключ (лв)

## Населённые пункты в долине Завитой
От истока к устью:
- Марьяновка (п.б.)
- Аврамовка (л.б.)
- Новоалексеевка (л.б.)
- Новомихайловка (п.б.)
- Сергее-Фёдоровка (п.б.)
- Белый Яр (л.б.)
- Харьковка (п.б.)
- Платово (л.б.)
- Албазинка (л.б.)
- Арсентьевка (п.б.)
- Петропавловка (л.б.)
- Михайловка (л.б.)
- Новогеоргиевка (п.б.)
- Красный Яр (л.б.)
- Нижнезавитинка (п.б.)
- Коршуновка (п.б.)
- Черемисино (л.б.)
- Красный Восток (п.б.)
- Зелёный Бор (л.б.)
- Поярково (л.б.)

## Данные водного реестра
По данным государственного водного реестра России относится к Амурскому бассейновому округу, речной бассейн реки Амур, речной подбассейн реки — Бурея, водохозяйственный участок реки — Амур от впадения реки Зея до впадения реки Бурея без реки Бурея до Бурейского гидроузла.
Код объекта в государственном водном реестре — 20030500212118100041377.